# Efekt gitarowy

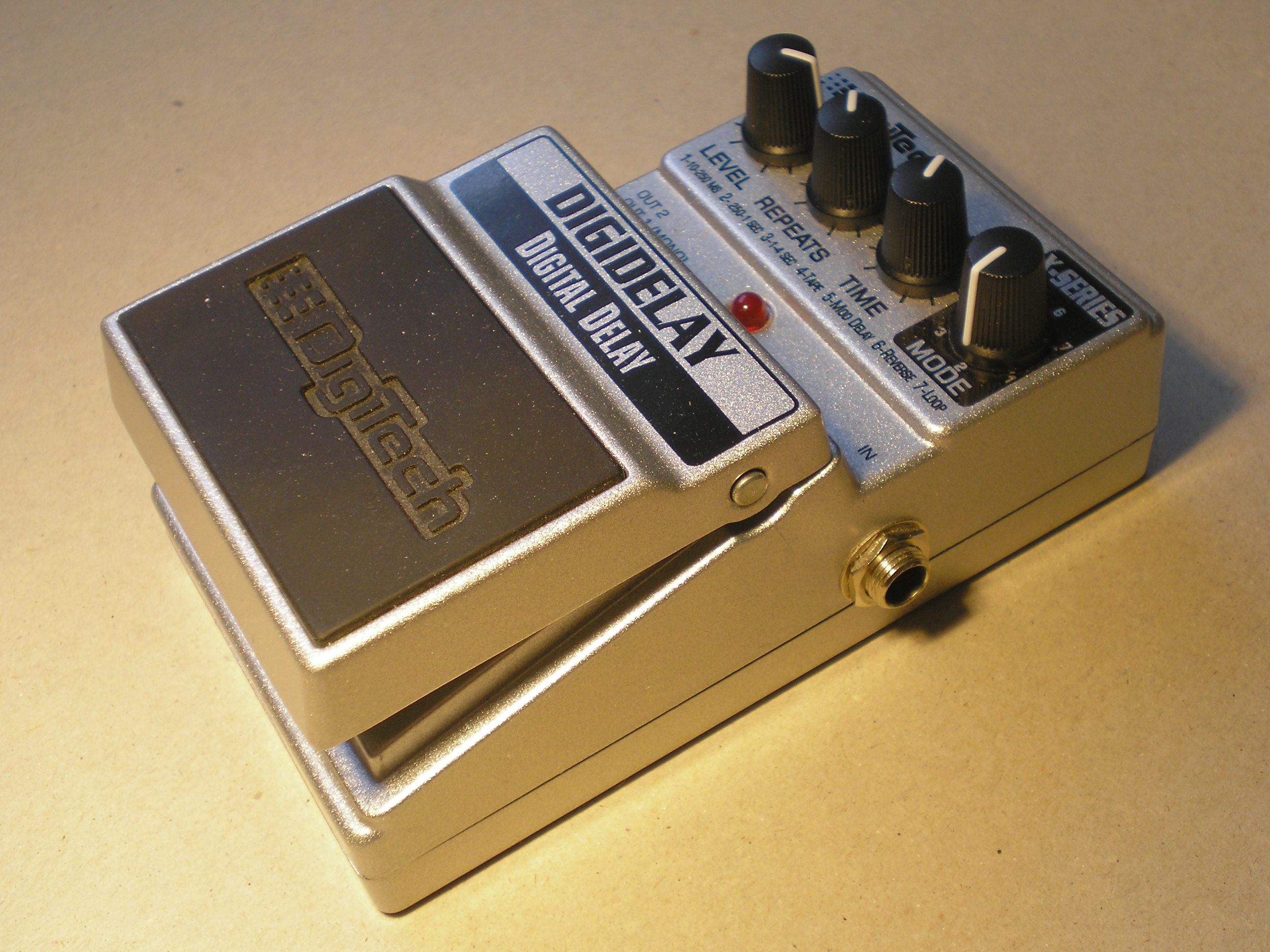
Efekt gitarowy typu delay Digitech Digidelay

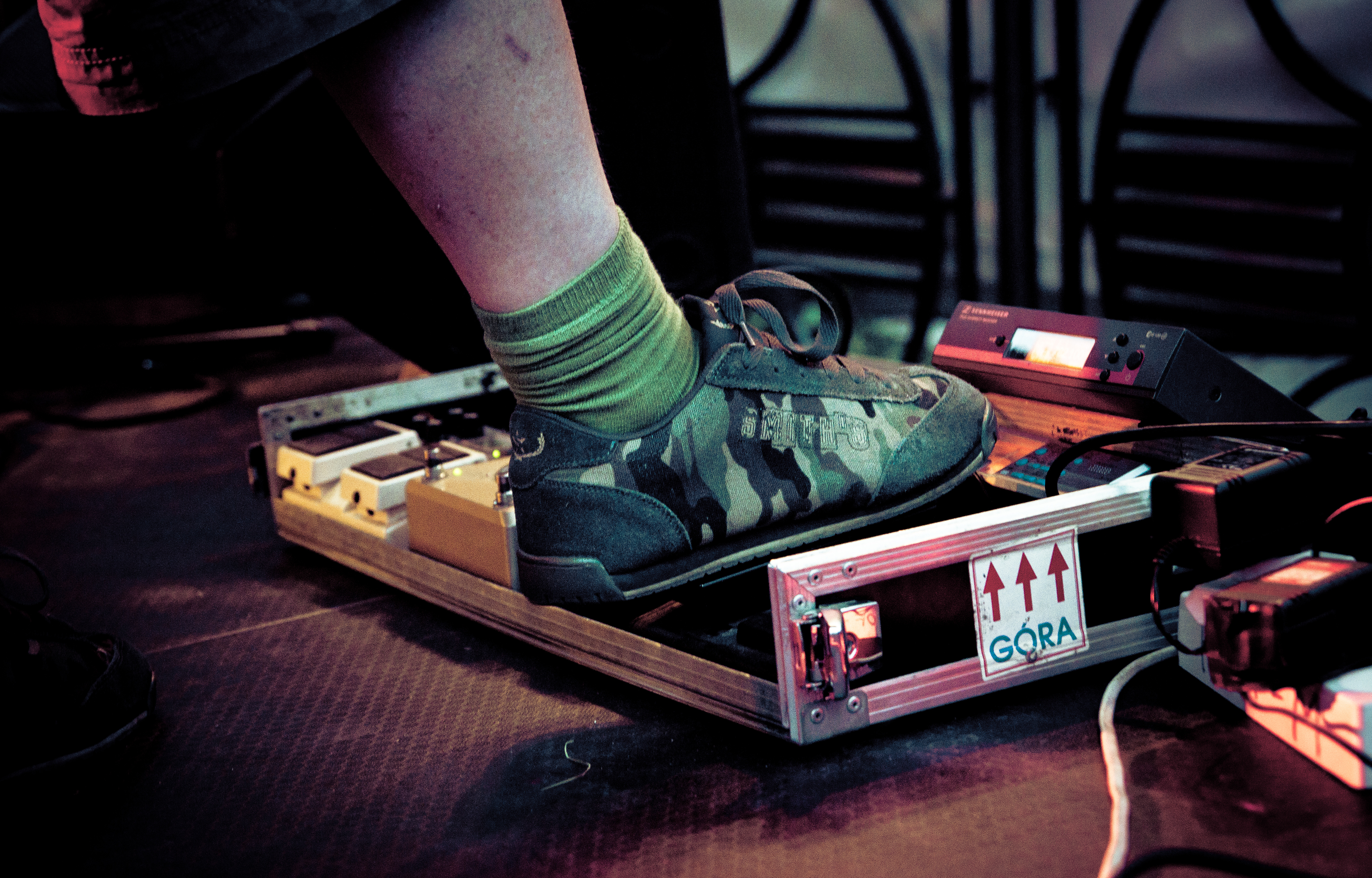
Gitarzysta korzystający z efektów umieszczonych w pedalboardzie podczas koncertu.

Efekt gitarowy – urządzenie elektroniczne przetwarzające i modyfikujące dźwięk, stosowane przeważnie do gitary elektrycznej, jak również nazwa efektu działania takiego urządzenia.
Możliwych jest kilka sposobów zmiany sygnału, wykorzystywanych w efektach gitarowych:
- Zmiana zakresu dynamicznego sygnału:
  - Kompresor – urządzenie do kompresji dynamiki (zawężania zakresu dynamicznego instrumentu).
  - Ekspander – urządzenie poszerzające zakres dynamiczny instrumentu.
  - Limiter – rodzaj kompresora nie pozwalający, aby średnia amplituda sygnału przekroczyła pewną ustalona wartość graniczną.
  - Equalizer – urządzenie pozwalające na korekcję barwy dźwięku. Składa się z zespołu filtrów, które służą do podbijania lub tłumienia określonego zakresu częstotliwości. Najczęściej spotykane są korektory graficzne.

- Obcinanie amplitudy (powoduje wprowadzanie harmonicznych do sygnału, jako skutek zniekształceń nieliniowych):
  - Fuzz – prekursor overdrive i distortion, zamienia sygnał wejściowy w sygnał quasi prostokątny. Odpowiada to wprowadzeniu nieparzystych harmonicznych do sygnału. Uzyskane brzmienie jest ziarniste i skompresowane. Efekt był z początku implementowany za pomocą uszkadzania membrany głośnika, a następnie na drodze elektronicznej, przez obcinanie wierzchołków sygnału na półprzewodnikowych elementach germanowych. Wynalazcą był amerykański inżynier dźwięku Glenn Snoddy[1].
  - Distortion (pol. zniekształcenie) – powoduje charakterystyczny metaliczny dźwięk gitary, uzyskiwany dzięki wprowadzaniu harmonicznych. Charakteryzuje się stosunkowo agresywnym brzmieniem.
  - Overdrive (pol. przester) – efekt podobny do distortion, jednak mniej agresywny w brzmieniu. W zamyśle ma symulować przesterowany wzmacniacz lampowy.

- Efekty modulacyjne:
  - Pitch Shifter – zmiana częstotliwości – polega na zmianie sygnału w dziedzinie częstotliwości (FFT).
  - Chorus (pol. chór) – uzyskiwany przez zmieszanie sygnału bezpośredniego z sygnałem opóźnionym o ok. 20 ms. Jest to równoznaczne z zastosowaniem filtru grzebieniowego.
  - Flanger – jeden z najstarszych efektów, wykorzystywany przez Jimiego Hendrixa (utwór Bold as Love) i Beatlesów – jest odmianą chorusa, w którym czas opóźnienia sygnału jest mniejszy, wynosi ok. 5 ms, a do tego wyposażony w sprzężenie zwrotne, dzięki któremu część sygnału z wyjścia efektu trafia z powrotem na jego wejście. Uzyskiwane brzmienie jest „mokre”, przypomina efekty „kosmiczne”.
  - Panner – efekt polegający na okresowym przesuwaniu panoramy sygnału stereo z lewej strony na prawą i z powrotem.
  - Delay – efekt polegający na dodaniu do sygnału jego powtórzeń odległych w czasie o interwał od kilkudziesięciu ms do kilkunastu sekund.
  - Reverb (pol. pogłos) – efekt symulujący reakcję pomieszczenia na sygnał. Realizowany typowo za pomocą sprężyn pogłosowych, elektronicznie: analogowo lub cyfrowo, poprzez zwielokrotnienie efektu Delay.

Urządzenia nazywane efektami gitarowymi stosowane są głównie do gitar elektrycznych i mają zwykle kształt prostopadłościanu (stąd potoczna ich nazwa – kostka) z pokrętłami regulacyjnymi i pedałem.

## Pedalboard
Pedalboard to skrzynia, w której gitarzyści przechowują efekty gitarowe. Zazwyczaj jest on skonstruowany w ten sposób, aby przed rozpoczęciem koncertu nie trzeba było wyciągać z niego efektów – wystarczy zdjąć górną pokrywę.